# Proexes
Proexes († nach 327 v. Chr.) war ein Statthalter Alexanders des Großen in Asien.
Proexes war persischer Abstammung und diente vermutlich schon in der Verwaltung des Achämenidenreichs. Erstmals wird er jedoch als Gefolgsmann Alexanders genannt, als dieser ihn während seines Feldzuges im Jahr 329 v. Chr. zum Satrap des Gebiets der Paropamisaden ernannte, womit ihm auch die Kontrolle über den Hindukusch zufiel. Diese Provinz war wohl eine Neugründung Alexanders, da sie zuvor unter den persischen Großkönigen keine Erwähnung fand. Ihm wurde dabei ein makedonischer episkopos (Aufseher) namens Neiloxenos, Sohn des Satyros, mit einem Truppenkontingent zur Seite gestellt. Im Jahr 327 v. Chr. wurde Proexes aus seinem Amt abgelöst und durch Tyriespis ersetzt.

## Quelle
- Arrian, Anabasis 3, 28, 4; 4, 22, 5